# Моцак Михайло Андрійович
Михайло Андрійович Моцак (21 листопада 1923, Кагамлик — 8 жовтня 2017, Полонне) — український скульптор, майстер художньої порцеляни.

## Біографія
Народився 21 листопада 1923 року в селі Кагамлику (нині Кременчуцький район Полтавської області, Україна). 1957 року закінчив керамічний відділ Миргородського керамічного технікуму, навчався у Валентини Панащатенко.
Протягом 1957—1993 років працював на Полонському заводі художньої кераміки спочатку художником, а з 1964 року — скульптором. У другій половині 1960-х — у 1980-х роках розробляв переважну більшість асортименту заводу, зокрема фігурки тварин і композиції на тему полювання. Помер у Полонному 8 жовтня 2017 року.

## Творчість
Працював в історичному, етнографічно-побутовому та анімалістичному жанрах. Автор скульптурних творів подарункових наборів, келихів і штофів з порцеляни. Серед робіт:
скульптура
- «Жниця» (1964);
- «Оксана» (1964);
- «Червоний витязь» (1967);
- серія «Тварини Африки» (1968);
- «Пастушок» (1960-ті);
- «Зустріч на полонині»(1970);
- «Лісова пісня» (1970);
- «Рись» (1972);
- «Мисливець» (1980);
- «Калинонька» (1980);
- «Дівчина» (1985);
- «Цвіте терен» (1987);

вази, посуд
- декоративні вази  «Світанок», «Горицвіт», «Барвінок»;
- чайні набори «Лужок», «Перлина»;
- келих «Подарунковий»;
- фляга «Ювілейна».

Роботи скульптора неодноразово визнавалися на республіканських та всесоюзних художніх радах одними з найкращих зразків кераміки. Твори зберігаються в Хмельницькому обласному краєзнавчому музеї, Полонському історичному музеї.